# Carl Vaugoin
Carl Vaugoin (Viena, 8 de julio de 1873-Krems, 10 de junio de 1949) fue un político austriaco, primer ministro de la república en 1930.

## Ministro de Defensa
Fue el representante del partido socialcristiano en el Gobierno principalmente tecnocrático de Johann Schober que tomó posesión en 1921, en el que ocupó la cartera de Defensa. Ministro de Defensa durante el primer gobierno de Ignaz Seipel, realizó una reforma del Ejército que eliminó de él a los principales simpatizantes de la oposición socialista. Estos, que consideraron que las fuerzas armadas quedaban así dominadas por sus rivales socialcristianos, crearon la Liga de Defensa Republicana, organización paramilitar, en abril de 1923.
Se mantuvo al frente del Ministerio de Defensa en los sucesivos Gobiernos y fungió como vicecanciller en el de Johann Schober que tomó posesión en septiembre de 1929. Se le consideraba cercano a la Heimwehr.

## Presidente del Partido Socialcristiano
Sucedió a Ignaz Seipel al frente del Partido Socialcristiano cuando este dimitió de la presidencia en abril de 1930. Contó para ello con el apoyo de Seipel. Se le consideraba parte de la sección más derechista del partido.

## Canciller
Pasó a presidir el Gobierno el 30 de septiembre de 1930, tras la caída del gabinete de coalición de Johann Schober, propiciada por las intrigas de su correligionario Ignaz Seipel. Su dimisión por la negativa de Schober de nombrar presidente de los ferrocarriles nacionales a su candidato, Franz Strafella, cercano a la Heimwehr, había precipitado la dimisión de este y la formación del nuevo Gobierno presidido por Vaugoin. Vaugoin nombró presidente de los ferrocarriles a Engelbert Dollfuss, que a su vez dio a Strafella el cargo de director general de los ferrocarriles. Una de las consecuencias de este nombramiento era facilitar el transporte ilegal de armas entre Italia, Hungría y Austria.
El Gobierno, de minoría, estaba apoyado por la Heimwehr, que obtuvo dos carteras en el gabinete. Su principal misión era la preparación de las elecciones parlamentarias, convocadas para el 9 de noviembre de ese año. El programa de Vaugoin incluía el debilitamiento del sistema democrático y el de los socialistas. En minoría en el Parlamento por la falta de apoyo de la Landbund y los pangermanos, Vaugoin convocó las elecciones para tratar de reforzar la posición de su propio partido, en el que deseaba al tiempo avivar las corrientes más derechistas. El Gobierno resultó derrotado en las votaciones y dimitió a finales de noviembre. Convencidos de que en algún momento Vaugoin daría un golpe de Estado, tanto la Heimwehr como Mussolini trataron en vano que permaneciese al frente del Gobierno. Le sucedió en el cargo Otto Ender.

## Ministro
Permaneció en el gabinete de Ender como ministro de Defensa.
En la conferencia del partido celebrada el 5 y el 6 de mayo de 1933 en Salzburgo, los delegados volvieron a elegirlo presidente, para disgusto del canciller Engelbert Dollfuss, que esperaba que lo hubiesen escogido para el puesto. Este, insatisfecho por la elección, logró que seis meses más tarde su protegido, el ministro de Educación Czermak, obtuviese la presidencia del partido. Vaugoin se convirtió, junto con el excanciller Otto Ender y el presidente de los sindicatos socialcristianos Kunschak, en uno de los principales críticos en el partido de la abolición progresiva del sistema democrático austriaco que llevó a cabo Dollfuss. Este lo excluyó del Gobierno en la reforma que realizó en septiembre de 1933, en la que Dollfuss asumió cuatro ministerios —Agricultura, Asuntos Exteriores, Seguridad y Defensa— además de conservar la Presidencia del Consejo de Ministros.